# 2381 Landi
2381 Landi је астероид главног астероидног појаса. Приближан пречник астероида је 12,04 ,
а средња удаљеност астероида од Сунца износи 2,610 астрономских јединица (АЈ).
Инклинација (нагиб) орбите у односу на раван еклиптике је 13,621 степени, а орбитални период износи 1540,877 дана (4,218 године). Ексцентрицитет орбите астероида износи 0,167.
Апсолутна магнитуда астероида износи 11,40 а геометријски албедо 0,335.
Астероид је откривен 3. јануара 1976. године.